# صدف راه‌راه
صدف راه‌راه (به انگلیسی: Cockle) نامی عمومی است برای گروهی از صدف‌های خوراکی کوچک که بیشتر گونه‌های آن‌ها شیارهایی راه‌راه بر روی پوسته خود دارند.
صدف این گروه از صدف‌ها حالت مدور مخصوصی دارد و دو لاکه آن قرینه هستند. صدف‌های راه‌راه در سواحل ماسه‌ای سراسر جهان و کرانه‌هایی که کمتر در معرض باد هستند زندگی می‌کنند.
صدف‌های راه‌راه معمولاً با پاهای خود ماسه‌ها را حفر می‌کنند و از طریق گذراندن پلانکتونهای موجود در آب‌های پیرامون خود از صافی در بدن‌شان تغذیه می‌کنند. پوسته آن‌ها سه روزنه دارد که یکی برای ورود آب، دومی برای خروج آب، و سومی برای قرار گرفتن پا است. صدف‌های راه‌راه قادرند از طریق خم و راست کردن پای خود بر روی ماسه‌ها بجهند.
خانواده‌ای که صدف‌های راه‌راه در آن قرار می‌گیرند راه‌راه‌صدفان Cardiidae نامیده می‌شود.